# ホーフシュテッテン (オーバーバイエルン)
ホーフシュテッテン (ドイツ語: Hofstetten) はドイツ連邦共和国バイエルン州オーバーバイエルン行政管区のランツベルク・アム・レヒ郡に属す町村（以下、本項では便宜上「町」と記述する）で、ピュルゲン行政共同体を形成する自治体の一つである。

## 地理

### 自治体の構成
この町は、公式には3つの地区 (Ort) からなる。このうち小集落や孤立農場などを除く集落を以下に列記する。
- ハーゲンハイム
- ホーフシュテッテン

## 歴史
ホーフシュテッテンはバイエルン選帝侯領のミュンヘン会計局およびランツベルク地方裁判所に属した。バイエルンの行政改革に伴う1818年の市町村再編で現在の自治体が成立した。

### 人口推移
- 1970年 999人
- 1987年 1,245人
- 2000年 1,675人

## 行政
町長は、2020年からウルリーケ・ヘーゲナウアー (Dorfgem. Hagenh./Dorfgem. Hofst.) が務めている。

### 紋章
図柄: 上部は銀地に斜め十字に組み合わされた2本の赤い鍵。その下部は赤地で、銀の保護柵から突き出した2本の銀のトウヒ。

## 経済と社会資本

### 教育
- 国民学校

## 引用
1. ↑  https://www.statistikdaten.bayern.de/genesis/online?operation=result&code=12411-003r&leerzeilen=false&language=de Genesis-Online-Datenbank des Bayerischen Landesamtes für Statistik Tabelle 12411-003r Fortschreibung des Bevölkerungsstandes: Gemeinden, Stichtag (Einwohnerzahlen auf Grundlage des Zensus 2011)
2. ↑  Bayerische Landesbibliothek Online
3. ↑  “Alle Ergebnisse der Kommunalwahl 2020 in Hofstetten: Bürgermeister- und Gemeinderat-Wahl”. Augsburger Allgemeinde. (2020年3月17日) 2021年4月4日閲覧。